# Ernst Gottlieb von Steudel
Ernst Gottlieb von Steudel (30 mei 1783 - 12 mei 1856) was een Duits arts en botanicus. Hij was autoriteit op het gebied van grassen.
Steudel leefde in Esslingen am Neckar waar hij samen met Christian Ferdinand Friedrich Hochstetter Unio Itineraria organiseerde.
- Author citation (botany): Steud.
- CiNii: DA12444114
- Gemeinsame Normdatei: 117240125
- International Standard Name Identifier: 0000 0000 7325 8695
- Library of Congress Control Number: nb2009032020
- Nationale Bibliotheek van Tsjechië: jo2008464832
- Nationale bibliotheek van Australië: 35050888
- Nationale Bibliotheek van Israël: 987007596855605171
- Nationale Bibliotheek van Polen: a0000002794999
- Nationale en Universitaire bibliotheek Zagreb: 000113670
- Nederlandse Thesaurus van Auteursnamen: 157335240
- Réseau des bibliothèques de Suisse occidentale: 02-A003864034
- Système universitaire de documentation: 106034367
- Museum of New Zealand Te Papa Tongarewa: 49896
- Trove: 812258
- Virtual International Authority File: 784936
- WorldCat: E39PBJfMkPkRMXhG8gMR3pDpfq